# Mabel (dänische Band)
Mabel war eine dänische Popgruppe die von 1972 bis 1983 bestand. Die Mitglieder waren Mike Tramp, Peter Nielsen, Otto Kulmbak und Christian Have.

## Werdegang
Als Gewinner des Dansk Melodi Grand Prix 1978 durfte die Gruppe beim Concours Eurovision de la Chanson 1978 in Paris mit dem Popsong Boom Boom auftreten. Sie erreichten Platz 16 von 20.
Trotz des schlechten Ergebnisses blieb die Band erfolgreich und trat auch in Spanien und den Vereinigten Staaten mit dem Namen Studs auf. Ihr Stil wurde in dieser späten Phase rockiger.

## Diskografie
Alben
- 1977: Another Fine Mess
- 1978: Message From My Heart
- 1978: Mabel 4-ever
- 1978: Skateboard Rider (Frankreich)
- 1979: We Are the 80’s
- 1981: Extranos (Spanien)